# 白亞栗斯
白亞栗斯（4世紀？—5世紀？），南北朝初期民變領袖之一，北魏人，胡族，北魏神瑞二年（415年）被上黨胡人推為盟主，自稱大將軍，自號為單于，改元建平，以司馬順宰為謀主。
不久，北魏率軍討伐。胡眾亦廢白亞栗斯而改立劉虎，白亞栗斯後來不知所終。